# Bad Grönenbach
Bad Grönenbach är en köping (Markt) i Landkreis Unterallgäu i Regierungsbezirk Schwaben i förbundslandet Bayern i Tyskland.
Köpingen ingår i kommunalförbundet Bad Grönenbach tillsammans med kommunerna Wolfertschwenden och Woringen.